# Borok (rejon andruszowski)
Borok (ukr. Борок) – wieś na Ukrainie, w obwodzie żytomierskim, w rejonie andruszowskim. W 2001 roku liczyła 5 mieszkańców.